# Laila Youssifou
Laila Youssifou (* 2. Januar 1996 in Amsterdam) ist eine niederländische Ruderin.

## Karriere
2014 belegte sie im Doppelvierer den vierten Platz bei den Junioren-Weltmeisterschaften. Bei den U23-Weltmeisterschaften 2015 gewann sie die Bronzemedaille im Doppelzweier mit Roos de Jong.
Nach zwei Jahren ohne internationale Einsätze gewann sie 2018 die Silbermedaille im Zweier ohne Steuerfrau mit Elsbeth Beeres bei den Europameisterschaften. Bei den Weltmeisterschaften belegte sie den achten Platz im Vierer ohne Steuerfrau. 2019 wechselte sie wieder zurück in den Skull Bereich und belegte gemeinsam mit Beeres den siebten Platz im Doppelzweier bei den Europameisterschaften. Bei den Weltmeisterschaften belegte sie anschließend den achten Platz im Einer.
Bei den Europameisterschaften 2020 gewann sie mit Inge Janssen, Olivia van Rooijen und Nicole Beukers den Titel im Doppelvierer vor dem deutschen und dem polnischen Boot. Zu Beginn der Saison 2021 konnten die vier den Titel bei den Europameisterschaften vor dem Boot aus Großbritannien verteidigen. Bei den Olympischen Spielen in Tokio belegte die Crew den sechsten Platz.
Bei den Europameisterschaften 2022 in München siegten die rumänischen Olympiasiegerinnen Simona Radiș und Nicoleta-Ancuța Bodnar im Doppelzweier vor Roos de Jong und Laila Youssifou. De Jong und Youssifou ruderten auch im niederländischen Achter, mit dem sie den dritten Platz belegten. Einen Monat später gewannen Roos de Jong und Laila Youssifou bei den Weltmeisterschaften in Račice u Štětí zwei Silbermedaillen. Sowohl im Doppelzweier als auch im Achter erreichten sie das Ziel hinter den Rumäninnen. Im Jahr darauf traten Roos de Jong und Laila Youssifou bei den Europameisterschaften 2023 in Bled nur im Doppelzweier an und erruderten die Bronzemedaille hinter den Rumäninnen und den Litauerinnen.  Drei Monate später bei den Weltmeisterschaften in Belgrad traten die beiden zusammen mit Tessa Dullemans und Bente Paulis im Doppelvierer an und gewannen die Silbermedaille mit 0,67 Sekunden Rückstand auf die Britinnen. 2024 bei den Olympischen Spielen in Paris siegte ebenfalls der britische Doppelvierer. 0,15 Sekunden dahinter erruderten Laila Youssifou, Bente Paulis, Roos de Jong und Tessa Dullemans die Silbermedaille. Die beiden führenden Boote hatten über drei Sekunden Vorsprung vor den drittplatzierten Deutschen.

## Internationale Erfolge
- 2014: 4. Platz Junioren-Weltmeisterschaften im Doppelvierer
- 2015: Bronzemedaille U23-Weltmeisterschaften im Doppelzweier
- 2018: Silbermedaille Europameisterschaften im Zweier ohne Steuerfrau
- 2018: 8. Platz Weltmeisterschaften im Vierer ohne Steuerfrau
- 2019: 7. Platz Europameisterschaften im Doppelzweier
- 2019: 8. Platz Weltmeisterschaften im Einer
- 2020: Goldmedaille Europameisterschaften im Doppelvierer
- 2021: Goldmedaille Europameisterschaften im Doppelvierer
- 2021: 6. Platz Olympische Spiele im Doppelvierer
- 2022: Silbermedaille Europameisterschaften im Doppelzweier
- 2022: Bronzemedaille Europameisterschaften im Achter
- 2022: Silbermedaille Weltmeisterschaften im Doppelzweier
- 2022: Silbermedaille Weltmeisterschaften im Achter
- 2023: Bronzemedaille Europameisterschaften im Doppelzweier
- 2023: Silbermedaille Weltmeisterschaften im Doppelvierer
- 2024: Silbermedaille Olympische Spiele im Doppelvierer